# Charlton (isola)
Charlton è un'isola del Canada appartenente al territorio del Nunavut, di cui rappresenta uno dei punti più meridionali.
L'isola è posta nella baia di Hudson, nella parte meridionale della Baia di James, e si estende su una superficie di 308 km².